# Craig Patterson
Craig Patterson (Gloucester, 7 de setembre de 1973) és un traductor, professor i investigador anglès i irlandès especialitzat en la cultura gallega.

## Formació
Es va llicenciar en Estudis Hispànics per la Universitat de Birmingham el 1996 i més tard, el 2002, es va doctorar per la Universitat d'Oxford amb la tesi Galician Cultural Identity in the Works of Ramón Otero Pedrayo, en què fonamentalment biografia Ramón Otero Pedrayo.

## Carrera
Va ser professor a les universitats britàniques d'Oxford, Birmingham, Stirling i Cardiff, i va presidir l'Associació Internacional d'Estudis Gallecs entre el 2009 i el 2012. És membre corresponent de la Real Academia Galega.
Ha col·laborat en nombrosos mitjans, com ara Praza Pública, Luzes i Grial, i resideix a La Corunya. Va centrar la seva recerca en estudis gallecs i va parar especial atenció a l'època del Grup Nós i a les figures de l'abans esmentat Ramón Otero Pedrayo i de l'escriptor gallec per excel·lència Castelao.

## Obra

### Assaig
- Patterson, Craig. Galician Cultural Identity in the Works of Ramón Otero Pedrayo (en anglès).  Edwin Mellen Press, 2006. ISBN 978-0779910588.[6]

### Traduccions
- On a Bender (A esmorga), d'Eduardo Blanco Amor, 2012, Planet.
- New York: Sky and Apple, de Francisco Xosé Fernández Naval, 2017.
- Forever in Galicia (Sempre en Galiza), de Castelao, 2018, Francis Boutle Publishers.
- Home is Like a Different Time (A Veiga é como un tempo distinto), d'Eva Moreda, 2019, Francis Boutle Publishers.

### Traduccions col·lectives
- Things (Cousas), de Castelao, 2001, Planet.

## Premis
- Premi English PEN Translates Award per Home is Like a Different Time el 2019.
- Premi Ostana (Scritture in lingua madre) pel seu treball de traducción de la literatura gallega a l'anglès el 2019.